# 5, rue Sésame
Ne doit pas être confondu avec 1, rue Sésame, émission jeunesse diffusée sur TF1 entre 1978 et 1982.
5, rue Sésame était une émission de télévision pour la jeunesse française, inspirée de l'émission américaine Sesame Street et diffusée sur France 5 et Piwi de 2005 à 2007. C'est la deuxième production Sesame Workshop adaptée pour la France après 1, rue Sésame (1978-1982).
La première saison comprend 75 épisodes de 26 minutes réalisés par François Basset et Jul Mallard. Co-produite par Expand-Drama et Sesame Workshop, elle était diffusée tous les jours, du lundi au vendredi à 8h25, le samedi à 7 h et 12 h et le dimanche à 6 h 35.

« La France a toujours été un marché prioritaire pour Sesame Workshop. Dès les années 1970, nous avons fourni des programmes pour le marché local et des produits sous licence, et avons vu depuis le paysage des émissions préscolaires évoluer formidablement. Nous sommes ravis de ré-entrer sur le marché français avec deux des partenaires les plus importants dans le domaine audiovisuel (le premier diffuseur d'émissions préscolaires en France et la société de production la plus innovante), afin d'offrir une télévision éducative convaincante qui réponde aux besoins des enfants d'aujourd'hui. »

— Terry Fitzpatrick, vice-président exécutif de Sesame Workshop

## L'équipe
Pour la plupart, les personnages de 5, Rue Sésame sont propres à la série.
Marionnettes
- Nac (interprété par Régis Fassier) : monstre à la fourrure jaune de 2,2 m de haut ; doux, positif et généreux, il est la « mascotte » de l'émission.
- Griotte (interprétée par Évelyne Scheigam) : petite Muppet mauve, elle est paraplégique et se déplace en fauteuil roulant, mais participe néanmoins à toutes les activités dans la rue.
- Yoyo (interprété par Yves Brunier) : monstre orange ; il est craintif, hyperémotif et anxieux mais il a un cœur d'or.
- Olive (interprétée par Charlie Bazire) : petit monstre à la fourrure verte ; intrépide, drôle et souriante, Olive est tout cela à la fois.
- Elmo (interprété par Christophe Albertini) : petit monstre à la fourrure rouge ; trois ans et demi, il est le plus jeune personnage de l'émission. Issu de la version américaine.
- Georges (interprété par Richard Sandra) : ce pingouin à bec bleu est arrivé rue Sésame dans un cube de glace. Personnage attachant, il se lie d'amitié avec le reste des habitants de la rue.

Personnages réels
- Titouan (interprété par Florent Morinière) : retraité ; toujours gai, il est considéré comme un « vrai papa moderne ».
- Baya (interprétée par Myriam Loucif) : boulangère ; sa bonne humeur et sa générosité donnent confiance aux habitants de la rue.
- Juliet (interprétée par Chloé Stefani) : cette jeune étudiante travaille comme directrice du Paperstand.

## Origines des marionnettes
La marionnette de Griotte est basée sur celle de Roxie Marie, un personnage qui est apparu dans l'émission américaine d'origine pendant une partie des années 1990. En plus d'être dans un fauteuil roulant à la différence de Roxie, Griotte a aussi des cheveux plus longs.
Yoyo est inspiré de Narf dans Sesame Street et Nac est basé sur l'ours Tibère (autre création de la Jim Henson Company). Olive a fait ses débuts en tant que Karina la ballerine, une amie de Zoé et Elmo, dans Sesame Street.
La version américaine de Sesame Street a régulièrement inclus des pingouins, et ils sont devenus un standard dans Le Muppet Show, mais Georges est le premier pingouin dont le caractère est pleinement développé.

## Saison 1
L'émission suit le format d'origine de Sesame Street : dans chaque épisode, l'histoire (se déroulant sous la forme d'«une scène de rue») est découpée en quatre parties.
Elle est entrecoupée d'un segment en langue des signes, des segments d'exercice à travers le pays, et du Monde de Nac, qui réutilise des extraits de la série américaine Global Grover. Autres rubriques récurrentes : la Lettre du jour avec Cookie Monster et Prairie Dawn et le Chiffre du jour avec le comte von Compte (Count von Count).
Vingt chansons sont interprétées dans cette saison, dont dix composées exclusivement pour l'émission par Madeleine Going sur des paroles d'Alexandra Pic.